# Abierto Mexicano de Tenis 2008
El Torneo de Acapulco 2008 fue un evento del ATP Tour 2008 y WTA Tour 2008 celebrado en Acapulco, México. Tanto el cuadro masculino como el femenino comenzaron el 25 de febrero y acabaron el 2 de marzo. El torneo masculino perteneció a la serie International Series Gold, mientras que el femenino perteneció a la serie Tier III.

## Campeones

### Individuales Masculino
Nicolás Almagro vence a  David Nalbandian, 6–1, 7–6(1)
- Fue el segundo título de Almagro en la temporada, y el 4º de su carrera.

### Individuales Femenino
Flavia Pennetta  vence a  Alizé Cornet, 6–0, 4–6, 6–1
- Flavia Pennetta ganó su segundo título del año y el 6º de su carrera. Fue su segunda victoria en este torneo, ganándolo también en 2005.

### Dobles Masculino
Oliver Marach /  Michal Mertiňák vencen a  Agustín Calleri /  Luis Horna, 6–2, 6–7(3), 10–7

### Dobles Femenino
Nuria Llagostera Vives /  María José Martínez vencen a  Iveta Benešová /  Petra Cetkovská, 6–2, 6–4